# Hintersee (lago)
L'Hintersee è un lago situato nel territorio comunale di Ramsau bei Berchtesgaden nel sud della Baviera, in Germania. Il lago si trova circa 2 km a ovest del centro della cittadina, sulla sua riva si affaccia la frazione omonima.
Il lago si è formato oltre 1000 anni fa in seguito ad una frana
Il piccolo lago, per la sua suggestiva posizione circondata da vette alpine è stato un soggetto per numerosi pittori romantici tra i quali Carl Rottmann, Ferdinand Waldmüller, Friedrich Gauermann e Wilhelm Busch, alle rappresentazioni del lago è dedicato un percorso escursionistico.
Il lago è circondato da un sentiero escursionistico chiamato Prinzregent Luitpold Weg, d'inverno il piccolo specchio d'acqua ghiaccia completamente ed è una meta per i pattinatori su ghiaccio.